# لیلوپ
لیلوپ (به لاتین: Lielupe) یک رود در لتونی است که در Latvia, Lithuania واقع شده‌است.